# 리틀케이먼

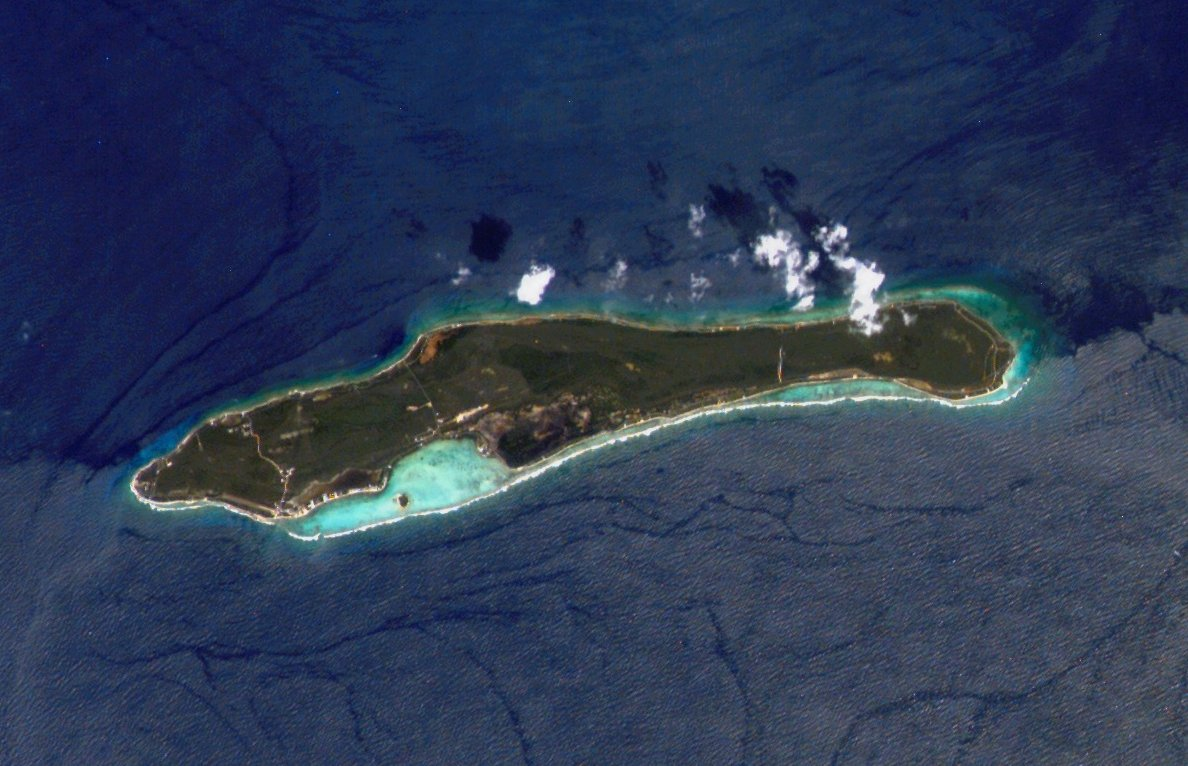

리틀케이먼(Little Cayman)은 케이맨 제도를 구성하는 세 개의 섬 중 하나이다. 카리브해에 위치하며 그랜드케이먼의 이스트 엔드에서 북동쪽으로 약 96km, 케이먼 브랙의 웨스트 엔드에서 서쪽으로 8km 떨어져 있다. 리틀케이먼은 세 섬 중 인구가 가장 적은 섬으로, 계절 거주자/주택 소유자를 포함해 영구 인구가 약 160명(2021년)이다. 인구의 대다수는 자메이카, 필리핀, 온두라스와 기타 라틴 아메리카 국가, 캐나다, 미국, 인도, 호주, 스코틀랜드, 영국 및 남아프리카 출신의 국외 근로자이다. 20명 미만으로 추정되는 현지 케이맨인이 소수 있다. 길이는 약 16km, 평균 너비는 1600m이며 섬의 대부분은 미개발 상태이다. 섬 전체가 거의 해수면에 있다. 가장 높은 높이는 약 12미터(40피트)이다. 대부분 가벼운 소나기로 이루어진 우기는 4월 중순부터 6월까지, 다시 9월 중순부터 10월 중순까지 발생한다. 이른 아침 시간에는 간헐적으로 소나기가 내린다. 가장 시원한 달은 11월 말부터 3월 중순까지이다. 북쪽에서 한랭 전선이 유입되어 기온이 70도 초반까지 떨어질 수 있다. 가장 덥고 건조한 달은 6월 중순부터 9월 중순까지 시작되는 여름으로 기온은 80도 중반에서 90도 사이이다. 인간에게 위협을 가하는 크거나 약탈적이거나 독이 있는 동물은 없다.
작은 크기에도 불구하고 이 섬에서는 해적 주간(11월)의 일부로 유산 축제와 퍼레이드가 개최되며, 세 섬 모두에서 열리는 연례 LC 농업 박람회(5월)도 같은 달에 다른 날짜에 개최된다.